# John B. Breckinridge

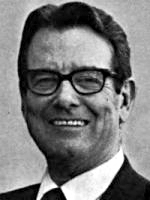
John B. Breckinridge

John Bayne Breckinridge (* 29. November 1913 in Washington, D.C.; † 29. Juli 1979 in Lexington, Kentucky) war ein US-amerikanischer Politiker. Zwischen 1973 und 1979 vertrat er den Bundesstaat Kentucky im US-Repräsentantenhaus.

## Werdegang
John Breckinridge entstammte einer bekannten Politikerfamilie; deren namhaftestes Mitglied war sein Ururgroßvater John C. Breckinridge, der zwischen 1857 und 1861 Vizepräsident der Vereinigten Staaten war. Er besuchte die öffentlichen Schulen in Lexington. Bis 1937 studierte er an der University of Kentucky. Nach einem anschließenden Jurastudium an derselben Universität und seiner 1940 erfolgten Zulassung als Rechtsanwalt begann er in Lexington in seinem neuen Beruf zu praktizieren. Von 1940 bis 1941 arbeitete Breckinridge als Anwalt für das Bundesjustizministerium.
Während des Zweiten Weltkrieges diente er zwischen 1941 und 1946 als Offizier in der United States Army. Dabei brachte er es bis zum Oberstleutnant. Zwischen 1946 und 1972 war er wieder als Rechtsanwalt tätig. Gleichzeitig begann er als Mitglied der Demokratischen Partei eine politische Laufbahn. Zwischen 1956 und 1960 saß er als Abgeordneter im Repräsentantenhaus von Kentucky. Von 1960 bis 1964 sowie nochmals zwischen 1968 und 1972 war er Attorney General von Kentucky. Von 1960 bis 1964 war er auch Mitglied in einer Kommission zur Vereinheitlichung der Gesetze der verschiedenen Bundesstaaten. Im Juli 1960 war Breckinridge Delegierter zur Democratic National Convention in Los Angeles, auf der John F. Kennedy als Präsidentschaftskandidat nominiert wurde.
Bei den Kongresswahlen des Jahres 1972 wurde er im sechsten Wahlbezirk von Kentucky in das US-Repräsentantenhaus in Washington gewählt, wo er am 3. Januar 1973 die Nachfolge von William P. Curlin antrat. Nach zwei Wiederwahlen konnte er bis zum 3. Januar 1979 drei Legislaturperioden im Kongress absolvieren. In diese Zeit fiel die Watergate-Affäre. Für die Wahlen des Jahres 1978 wurde Breckinridge von seiner Partei nicht mehr nominiert. Danach arbeitete er bis zu seinem Tod am 29. Juli 1979 wieder als Anwalt.